# Cattedrale di Santo Stefano (Lesina)
La cattedrale di Santo Stefano I, papa e martire (in croato: katedrala sv. Stjepana I. pape) è la cattedrale della diocesi di Lesina e si trova a Lesina, in Croazia.

## Storia e descrizione
Presso il sito dell'attuale edificio un tempo era situata la precedente cattedrale, risalente alla metà del XII secolo. La chiesa era in origine parte di un monastero benedettino dedicato a santa Maria e probabilmente in stile preromanico. Nel XIV secolo la chiesa fu ricostruita in stile gotico, demolita poi a partire dal XVI secolo, per far posto alla nuova cattedrale, la cui costruzione si protrarrà fino al XVIII secolo, concludendosi nel 1755.
La facciata presenta un frontone trilobato, sull'esempio di quanto sviluppato a Venezia da Mauro Codussi, con inserti barocchi nelle decorazioni e richiami gotici nei due finestroni laterali. Sopra al portale la statua di santo Stefano I papa e martire, proveniente dall'antica cattedrale. Il campanile è opera di maestri locali dalmati dell'isola di Curzola, e fu completato prima della cattedrale stessa, a metà del XVI secolo; presenta richiami romanici e similitudini con tipologie presenti a Roma (per esempio il campanile della Basilica di San Bartolomeo all'Isola), ed ospita un concerto di 4 campane a slancio in Fa maggiore, fuse nel 1903 dalla ditta Jakov Cukrov di Spalato, il cui azionamento è, dall'inizio degli anni '70 del XX secolo, elettromeccanico.
L'interno, sobrio e pressoché privo di decorazioni, è a tre navate; il presbiterio è un elemento superstite dell'antica cattedrale gotica, insieme ai due pulpiti posti ai lati dell'arco trionfale di ingresso dello stesso, ai sottostanti leggii e al cosiddetto altare di san Luca e degli apostoli, murato a fianco dell'ingresso secondario a lato del campanile. Notevole è il coro ligneo del XIV secolo, restaurato alla fine del XIX secolo, parimenti esistente nella cattedrale gotica. Gli altari sono tutti di epoca barocca, opere di maestri veneti. Sono presenti, oltre all'altare maggiore, 10 altari laterali. Nelle pale di 7 di questi altari, oltre al santo titolare dell'altare stesso, è rappresentata la Vergine Maria, e ciò è da collegare alla primitiva intitolazione della chiesa e del monastero sorgenti sul luogo della cattedrale. Le pale d'altare sono opera di maestri di scuola veneta dei secoli XVII e XVIII. 
L'altare maggiore, il più antico, è opera di Melchisedec e Baldassare Longhena e risale al 1625; custodisce la pala Santo Stefano Papa con i santi Girolamo e Carlo Borromeo, opera tarda di Jacopo Palma il Giovane. L'altare del Santissimo Sacramento e quello dedicato al compatrono san Prospero sono opera dei fratelli Tremignon. Degna di nota è un'icona della Vergine Maria sullo stile della Odigitria, custodita sull'altare della Madonna del Carmine, risalente al XII secolo.
L'altare dedicato alla santa Croce custodisce un crocifisso ligneo del XVI secolo e, all'interno di una custodia-reliquiario, un crocifisso ritenuto miracoloso (La Santa Crocetta), che si tramanda abbia stillato sangue il 6 febbraio 1510, alla vigilia di una rivolta di popolo contro la nobiltà locale.
Sulla controfacciata e sopra alla cantoria è presente un organo a canne, realizzato nel 1965 dalla ditta Rudolf Novak di Klagenfurt.